# Аргунский музей-заповедник
Аргунский государственный историко-архитектурный и природный музей-заповедник — музей-заповедник на юге Чечни у реки Аргун. Находится на территории Веденского заказника. В состав заповедника входят Шаройский и Химойский и Хойский историко-архитектурные комплексы.

## История
Создан 2 июня 1988 года, по постановлению Совета Министров РСФСР.
Музей включает в себя исторические и природные памятники Аргунского ущелья.

## Экспозиция

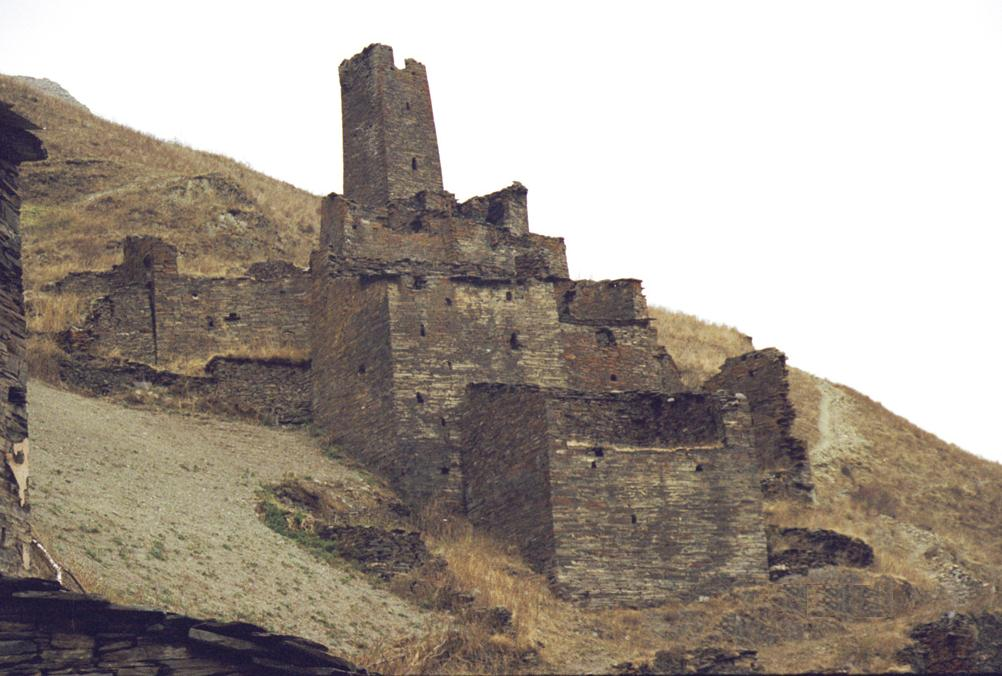
Пуога (башенный комплекс)

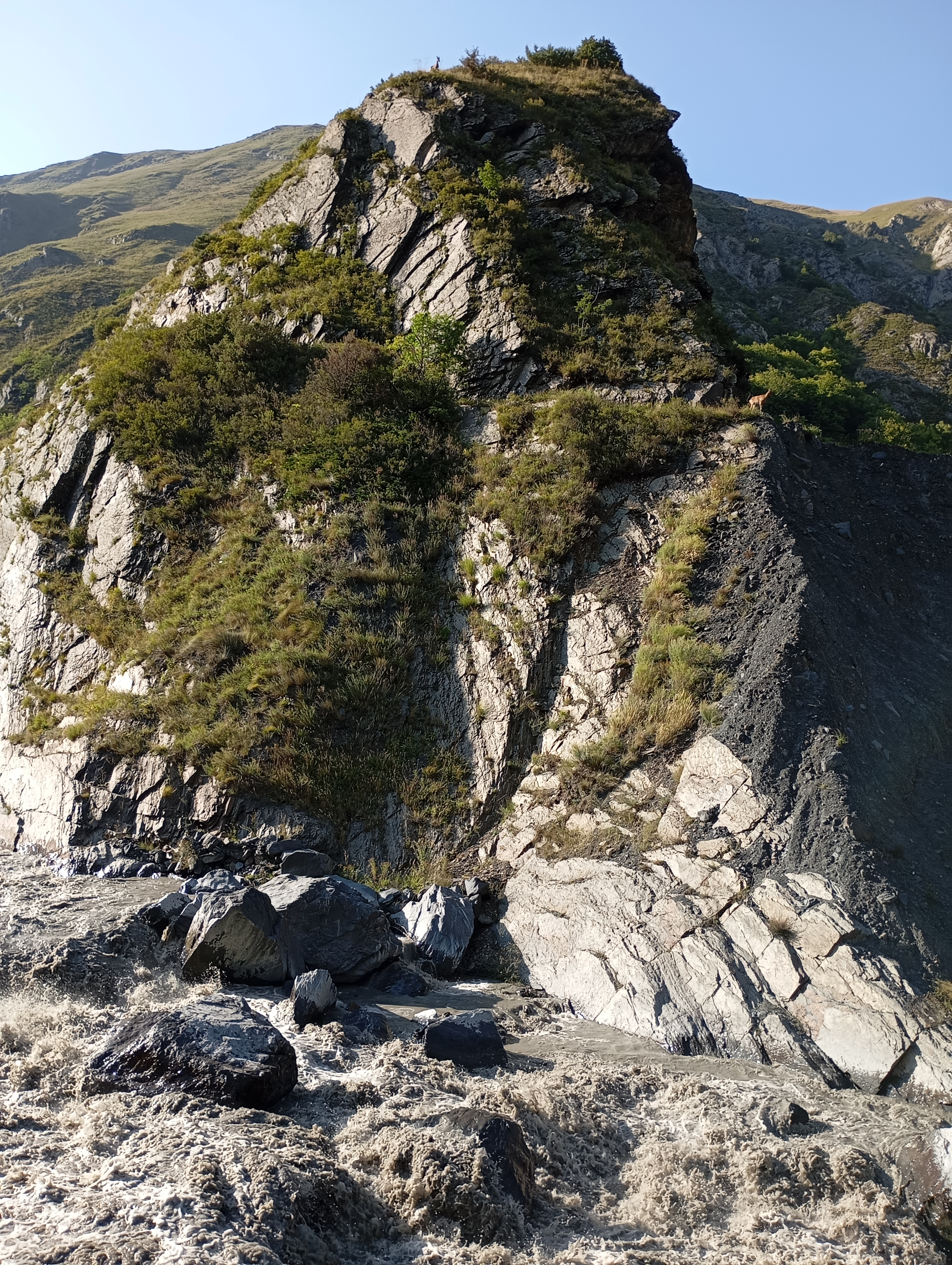
Река Шаро-Аргун. На возвышенности стоит Кавказский благородный олень.

Занимает площадь 233 800 га. На территории заповедника находится около 150 башенных поселений, более 20 культовых сооружений, более 200 боевых, раннесредневековых и средневековых башен удовлетворительного состояния, более 150 развалин и полуразвалин замковых и крепостных сооружений раннего и позднего средневековья, десятки циклопических сооружений древности, более 2600 развалин боевых и сторожевых башен древности, около 150 подземных и наружных склепов и других памятников истории.
Многие здания заповедника — жилища позднего средневековья. Многие постройки заповедника — ныне руины.
На территории Аргунского государственного историко-архитектурного и природного музея-заповедника находится пещера Шеки-Хьех с серными источниками глубиной 137 метров, из которой вытекает сероводородная река. В пещере сформировался особый замкнутый биоценоз на основе бактерий, существование которых не связано ни с фотосинтезом, ни с кислородом. Их жизнедеятельность формирует особые типы минералов. На базе пещеры Шеки-Хьех планируется создание спелеотуристического кластера. Проект кластера предполагает прокладку в горах автодороги длиной 4 км, организацию рекреационной инфраструктуры, оборудование пещеры и обустройство видовых зон в долине реки Шаро-Аргун.

## Флора и фауна
В заповеднике имеются массивы буковых лесов, нетронутые  рукой человека, распространена и реликтовая береза Радде. Здесь находиться озера и водопады, а также минеральные источники различного состава, разной температуры, с разнообразными лечебными свойствами. 
Также богат и разнообразен животный и растительный мир. Самым высокогорным животным, обитающим в горах заповедника, считается кавказский тур, место обитание которых доходит до зоны ледников. 
Встечаются и серны, обитающие на субальпийских лугах. Из крупных зверей здесь водится медведь.  В лесных полянах встречается косуля. Много диких кабанов, они держатся гуртами - в два-три десятка голов. В глухих балках живет дикий лесной кот, изредка встречается рысь. 
Из других животных водится волк, лисица, заяц, куница лесная, барсук, ласка и другие.
В заповеднике очень много разных птиц, хотя их разнообразие чуть меньше чем в степной зоне республики.  Тут водятся сарычи, ястребы, дятлы, синицы, снегири, дрозды, сойки, в буковых лесах находят приют совы.
Высокогорный климат способствует долгому и пышному цветению растений. С ранней весны до глубокой осени одни цветущие виды растений сменяются другими. Разгар цветения наступает в июле. В зелени трав масса цветов, ярко выделяются белые ромашки, синие и фиолетовые колокольчики, красные гвоздики и много других цветов разной окраски и оттенков.